# Oliivka, Jîtomîr
Oliivka (în ucraineană Оліївка) este localitatea de reședință a comunei Oliivka din raionul Jîtomîr, regiunea Jîtomîr, Ucraina.

## Demografie
Componența lingvistică a localității Oliivka
     Ucraineană (97,29%)
     Rusă (2,71%)
Conform recensământului din 2001, majoritatea populației localității Oliivka era vorbitoare de ucraineană (97,29%), existând în minoritate și vorbitori de rusă (2,71%).